# Hyposoter takagii
Hyposoter takagii là một loài tò vò trong họ Ichneumonidae.